# Follow the Cipher
Follow the Cipher je švédská heavymetalová hudební skupina založená kytaristou Kenem Kängströmem původně jako sólový projekt. Postupně se ale uskupení zahrnující také zpěvačku Lindu Toni Grahn, dalšího kytaristu Viktora Carlssona, baskytaristu Jonase Asplinda a bubeníka Karla Löfgrena vykrystalizovalo na plnohodnotnou kapelu, které byla po koncertu na Sabaton Open Air 2017 nabídnuta smlouva u společnosti Nuclear Blast. U ní byla v květnu roku 2018 vydána debutová deska Follow the Cipher. První koncertní turné skupina odehrála během listopadu 2018, kdy vystupovala jako předkapela Lordi. Začátkem roku 2019 poté předskakovala před koncerty Amaranthe na další evropské sérii.
Hudebně skupina mísí převážné symfonický metal a power metal, k čemuž místy přidává prvky eurodance stylu. Právě díky tomu bývá občas přirovnávána ke kapele Amaranthe, dle Kängströma ovšem mají Follow the Cipher zcela odlišné typy melodií. Vizuálně se členové skupiny stylizují do postapokalyptického vzhledu, přičemž inspirací pro ně byl film Šílený Max: Zběsilá cesta (2015).
Follow the Cipher představuje špinavé, suché, rezavé a osamělé prostředí v zničené budoucnosti, zhroucené nedbalým důsledkem naší minulosti. To je prezentováno jejich grafickým tématem, stage show, jejich hudbou a texty v ní.

## Sestava
- Linda Toni Grahn – zpěv
- Ken Kängström – kytara
- Viktor Carlsson – kytara, zpěv
- Jonas Asplind – basová kytara
- Karl Löfgren – bicí

## Diskografie
- Follow the Cipher (2018)